# Leichtathletik-Europameisterschaften 1966/Speerwurf der Frauen

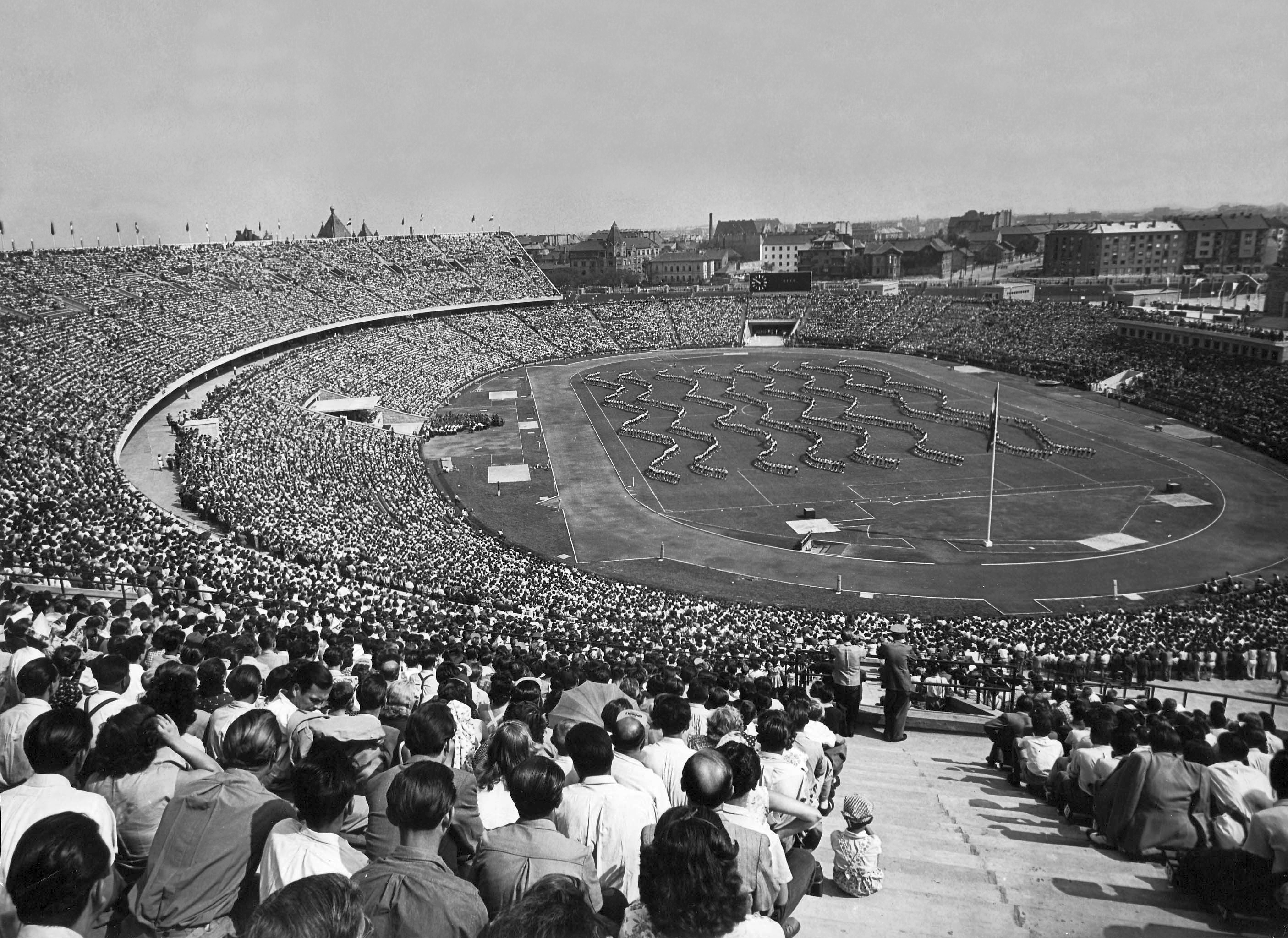
Das Népstadion bei einer Veranstaltung im Jahr 1953

Der Speerwurf der Frauen bei den Leichtathletik-Europameisterschaften 1966 wurde am 2. und 3. September 1966 im Budapester Népstadion ausgetragen.
Europameisterin wurde die DDR-Werferin Marion Lüttge. Sie gewann vor der rumänischen Olympiasiegerin von 1964 Mihaela Peneș. Bronze ging an Walentina Popowa aus der Sowjetunion.

## Rekorde

### Bestehende Rekorde
| Weltrekord   | 62,40 m | Jelena Gortschakowa | OS Tokio, Japan           | 16. Oktober 1964 |
| Europarekord | 62,40 m | Jelena Gortschakowa | OS Tokio, Japan           | 16. Oktober 1964 |
| EM-Rekord    | 56,02 m | Dana Zátopková      | EM in Stockholm, Schweden | 19. August 1958  |

### Rekordverbesserungen
Die spätere Europameisterin Marion Lüttge aus der DDR verbesserte den bestehenden EM-Rekord in der Qualifikation am 2. September um 3,68 m auf 59,70 m. Diese Weite war gleichzeitig ein neuer deutscher Rekord. Der Welt- und Europarekord lag noch um 2,70 m weiter.

## Qualifikation
2. September 1966

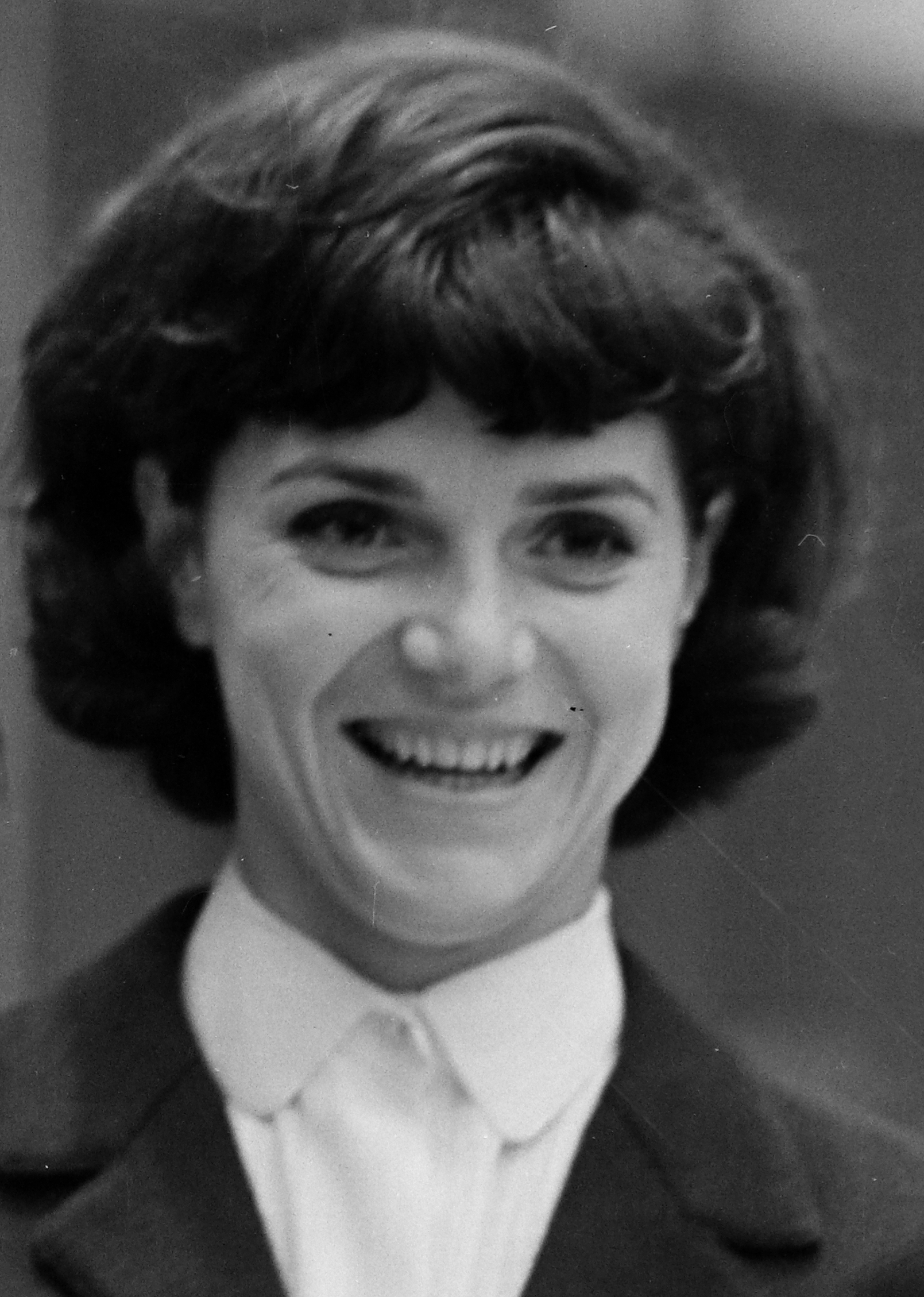
Als Fünfzehnte schied Angéla Ránky in der Qualifikation aus – unter ihrem Namen Angéla Németh wurde sie zwei Jahre darauf Olympiasiegerin

Die sechzehn Teilnehmerinnen traten zu einer gemeinsamen Qualifikationsrunde an. Elf Athletinnen (hellblau unterlegt) übertrafen die Qualifikationsweite für den direkten Finaleinzug von 50,00 m. Damit war die Mindestanzahl von zwölf Finalteilnehmerinnen nicht erreicht. Das Finalfeld wurde mit der nächsten bestplatzierten Sportlerin (hellgrün unterlegt) auf zwölf Werferinnen aufgefüllt. So reichten für die Finalteilnahme schließlich 49,74 m.
| Platz | Name                | Nation         | Weite (m)   |
| ----- | ------------------- | -------------- | ----------- |
| 1     | Marion Lüttge       | DDR            | 59,70 CR/DR |
| 2     | Márta Rudas         | Ungarn         | 57,72       |
| 3     | Walentina Popowa    | Sowjetunion    | 55,32       |
| 4     | Mihaela Peneș       | Rumänien       | 55,02       |
| 5     | Ameli Koloska       | BR Deutschland | 53,04       |
| 6     | Eva Egger           | Österreich     | 52,12       |
| 7     | Jelena Gortschakowa | Sowjetunion    | 52,08       |
| 8     | Elvīra Ozoliņa      | Sowjetunion    | 51,34       |
| 9     | Erika Strasser      | Österreich     | 50,68       |
| 10    | Daniela Tarkowska   | Polen          | 50,58       |
| 11    | Gertrud Schönauer   | Österreich     | 50,52       |
| 12    | Nataša Urbančič     | Jugoslawien    | 49,74       |
| 13    | Ágnes Radnai        | Ungarn         | 49,34       |
| 14    | Anneliese Gerhards  | BR Deutschland | 49,26       |
| 15    | Angéla Ránky        | Ungarn         | 49,14       |
| 16    | Marilena Ciurea     | Rumänien       | 45,82       |

## Finale
3. September 1966
| Platz | Name                | Nation         | Weite (m) |
| ----- | ------------------- | -------------- | --------- |
| 1     | Marion Lüttge       | DDR            | 58,74     |
| 2     | Mihaela Peneș       | Rumänien       | 56,94     |
| 3     | Walentina Popowa    | Sowjetunion    | 56,70     |
| 4     | Jelena Gortschakowa | Sowjetunion    | 55,96     |
| 5     | Elvīra Ozoliņa      | Sowjetunion    | 55,52     |
| 6     | Márta Rudas         | Ungarn         | 54,30     |
| 7     | Daniela Tarkowska   | Polen          | 49,70     |
| 8     | Erika Strasser      | Österreich     | 49,26     |
| 9     | Gertrud Schönauer   | Österreich     | 48,56     |
| 10    | Eva Egger           | Österreich     | 48,54     |
| 11    | Ameli Koloska       | BR Deutschland | 47,90     |
| NM    | Nataša Urbančič     | Jugoslawien    | ogV       |

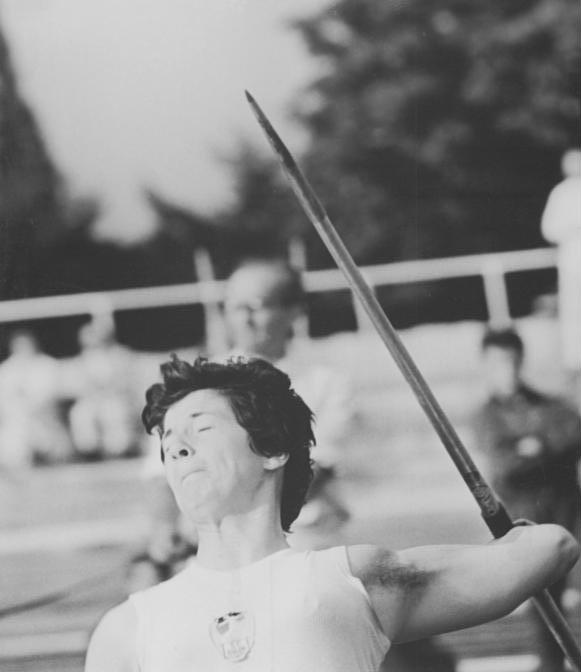
Europameisterin Marion Lüttge – als Marion Gräfe war sie 1962
EM-Zehnte geworden

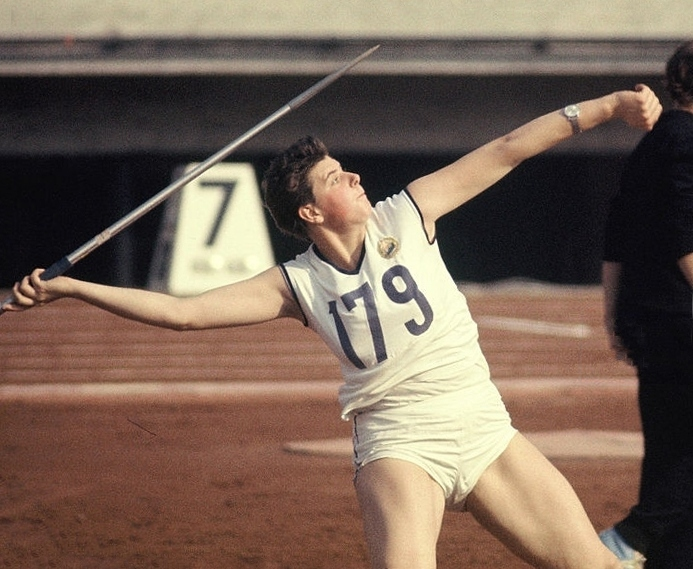
Die Olympiasiegerin von 1964 Mihaela Peneș wurde Vizeeuropameisterin
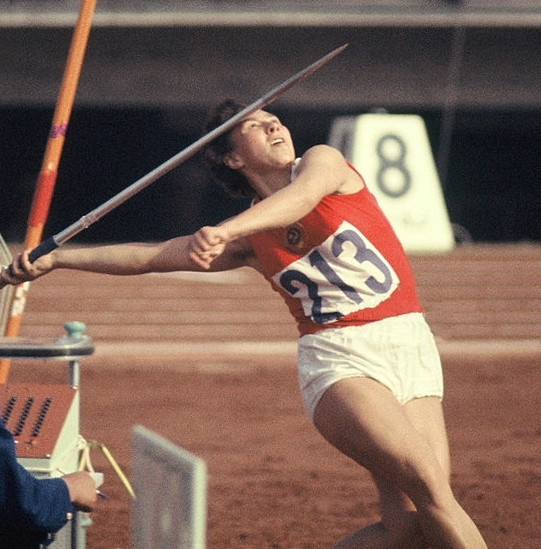
Die Olympiadritte von 1964 Jelena Gortschakowa kam auf den vierten Platz – 1968 wiederholte sie mit Olympiabronze ihren Erfolg von 1964
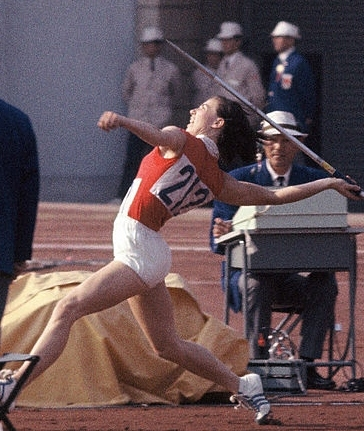
Die Titelverteidigerin und Olympiasiegerin von 1960 Elvīra Ozoliņa musste sich mit Rang fünf zufriedengeben

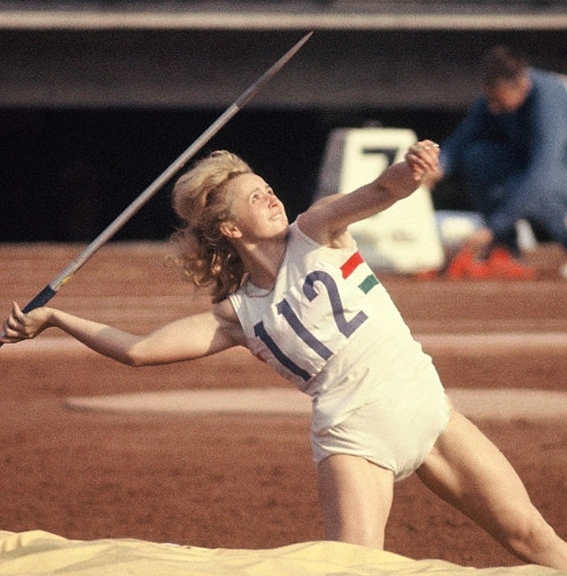
Die EM-Fünfte von 1962 – damals unter ihrem Namen Márta Antál – und Olympiazweite von 1964 Márta Rudas wurde Sechste in diesem Finale
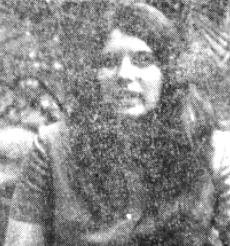
Nataša Urbančič qualifizierte sich für das Finale, hatte dort jedoch keinen gültigen Versuch